# Mistrzostwa Arabskie w Zapasach w 2024
Mistrzostwa rozegrano w dniach 21-22 grudnia 2024 roku w Tunisie w Tunezji, na terenie National Youth Sports City El Menzah.

## Tabela medalowa
Gospodarz mistrzostw został zaznaczony kolorem.
| Poz. | Państwo          |    |    |    | Łącznie |
| ---- | ---------------- | -- | -- | -- | ------- |
| 1    | Algieria         | 12 | 8  | 2  | 22      |
| 2    | Tunezja          | 5  | 7  | 7  | 19      |
| 3    | Irak             | 4  | 5  | 0  | 9       |
| 4    | Jordania         | 4  | 3  | 3  | 10      |
| 5    | Arabia Saudyjska | 0  | 2  | 7  | 9       |
| 6    | Palestyna        | 0  | 0  | 1  | 1       |
|      | Łącznie          | 25 | 25 | 20 | 70      |

## Wyniki

### W stylu klasycznym
| Waga   |                      |                     |                        |
| ------ | -------------------- | ------------------- | ---------------------- |
| 55 kg  | Adel Yakoub Fegas    | Mostafa Al-Qade     | Adem Lamloum           |
| 60 kg  | Mohamed Dridi        | Momen Boukari       | Abdullah Tariq Majrash |
| 63 kg  | Abdeldjebar Djebbari | Suhib Alhasanat     | Faisal Aldossary       |
| 67 kg  | Fayssal Benfredj     | Munthir Jandu       | Oussama Nasr           |
| 72 kg  | Abdelmalek Merabet   | Radwane Tarhouni    | Ahmed Barahman         |
| 77 kg  | Chawki Doulache      | Hassan Barnawi      | Amro Sadeh             |
| 82 kg  | Sultan Eid           | Amar Moumene        | Belhasan Azouzi        |
| 87 kg  | Bachir Sidazara      | Hakim at-Tarabulusi | Abdullah Aldossary     |
| 97 kg  | Mohamed Missaoui     | Amine Bendjelloul   | Ibrahim Fallatah       |
| 130 kg | Almutasem Kasasbah   | Mohamed Jabri       | Ghazi Ali Binbakr      |

### W stylu wolnym
| Waga   |                        |                     |                      |
| ------ | ---------------------- | ------------------- | -------------------- |
| 57 kg  | Husein Albehadilalbors | Salaheddine Kateb   | Mohamed Ali Bouani   |
| 61 kg  | Oussama Laribi         | Khalil Barkouti     | Ali Aburumaila       |
| 65 kg  | Chouaib Sahraoui       | Abdullah Al-Jumaili | Farouk Jelassi       |
| 70 kg  | Kaireddine Ben Telili  | Mohammed Kareem     | Zaid Meslah          |
| 74 kg  | Orts Isakov            | Hasan Al-Jammali    | Saad Bouguerra       |
| 79 kg  | Erzo Isakov            | Ibrahim Alsumaidee  | Oussama Abdellaoui   |
| 86 kg  | Mustafa Al-Jamie       | Abdallah Makoon     | Issa Rhimi           |
| 92 kg  | Fatih Bin Faradżallah  | Mustafa Al-Azzawi   | Abdulkareem Abuidaij |
| 97 kg  | Abdullah Sameer        | Wali Eddine Kebir   | Imed Kaddidi         |
| 125 kg | Ahmed Al-Jamie         | Amine Bendjelloul   | Rayan Mohammed       |

### W stylu wolnym - kobiety
| Waga  |                  |                   |      |
| ----- | ---------------- | ----------------- | ---- |
| 50 kg | Cheima Chebila   | Maroua Ben Asskri | ---- |
| 53 kg | Chahrazed Ayachi | Chahinez Rabah    | ---- |
| 57 kg | Chaima Aouisse   | Chahd Jeljeli     | ---- |
| 59 kg | Lobna Ichaoui    | Nawel Bahloul     | ---- |
| 72 kg | Nur al-Dżaldżali | Yasmine Bouregba  | ---- |